# Гіюмаа (повіт)
Гі́юмаа (ест. Hiiu maakond або Hiiumaa; історично також нім. та швед. Dagö (букв. «денний»))  — один з повітів Естонії. Включає в себе другий за величиною острів в Балтійському морі — Гіюмаа. Адміністративний центр — Кярдла.
Площа 1 023 км². Населення 10 222 осіб (2006).

## Історія
Вперше в писемних джерелах згадується 1228 року як Dageida, коли він разом з рештою Естонії був захоплений німецькими хрестоносцями.

## Адміністративно-територіальний поділ
У межах острова розташовується естонський повіт Гіюмаа (ест. Hiiumaa або Hiiu maakond). У його складі єдина волость Гіюмаа.
До адміністративної реформи 2017 року до складу повіту входили 1 місто (Кярдла) і 4 волості.

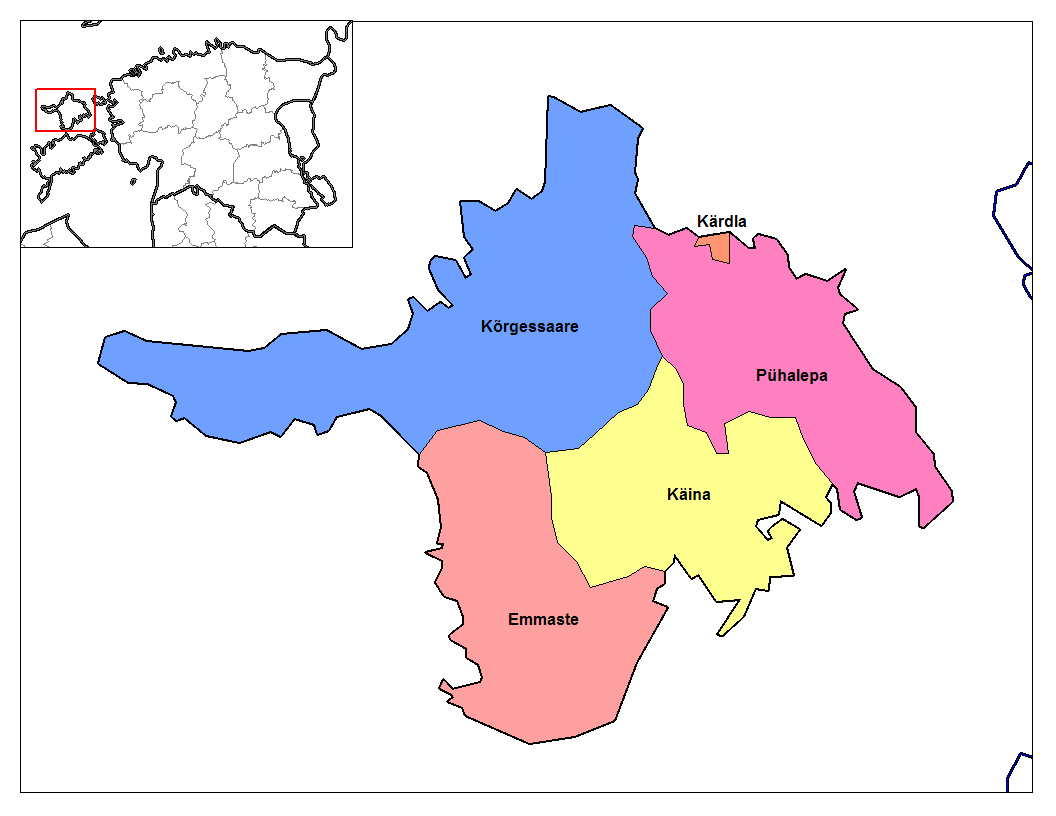
Муніципалітети повіту Гіюмаа

Міста:
 Кярдла (ест. Kärdla)
Волості:
 Еммасте (ест. Emmaste vald)
 Киргессааре (ест. Kõrgessaare vald)
 Кяйна (ест. Käina vald)
 Пюхалепа (ест. Pühalepa vald)

## Найбільші міста
Міста з населенням понад 2,5 тисяч осіб:
| Назва міста | Населення, осіб (2009) |
| ----------- | ---------------------- |
| Кярдла      | 3662                   |